# Dawn of Mana
Dawn of Mana, известная в Японии как Seiken Densetsu 4 (яп. 聖剣伝説4 сэикэн дэнсэцу фё, «Легенда о святом мече 4») — японская компьютерная игра в жанре action-adventure, разработанная и выпущенная в 2006 году компанией Square Enix для приставки PlayStation 2. Годом позже состоялся релиз для Северной Америки, в то время как издание для PAL-региона не последовало. Игра представляет собой четвёртую номерную часть серии Mana и относится к компиляции World of Mana, куда также вошли стилистически похожие Children of Mana, Heroes of Mana и Friends of Mana.

## Геймплей
Геймплей Dawn of Mana заимствует многие элементы, виденные в предыдущих частях серии. Однако существенно усилилась, по сравнению с ними, приключенческая составляющая, тогда как жанр в целом сильно ушёл от ролевых канонов. В отношении дизайна и стиля игровой процесс напоминает игры Kingdom Hearts, существенным отличием стало использование физического движка Havok, который придаёт происходящему неповторимую реалистичность. В частности, имеет место так называемая система Mono, позволяющая взаимодействовать практически с любыми объектами окружающего мира, полностью выполненного в трёхмерной графике. Всё прохождение подразделено на восемь глав, каждая включает по пять отдельных сегментов (кроме последней, разделённой на шесть частей).

## Сюжет
События игры разворачиваются в вымышленном мире под названием Иллюзия, в центре сюжета, что традиционно для серии, огромное волшебное Дерево маны. По словам создателя серии, геймдизайнера Коити Исии, в хронологическом смысле Dawn of Mana — самая ранняя игра линейки, показывающая процесс зарождения ключевых элементов сеттинга. Говоря конкретно, действо происходит за десять лет до начала истории Children of Mana. Основу сценария написал дизайнер Масато Като, уже по его наброскам другие сценаристы и постановщики воссоздали полную картину происходящего.

## Оценки
| Сводный рейтинг    | Сводный рейтинг |
| Агрегатор          | Оценка          |
| ------------------ | --------------- |
| GameRankings       | 57,40 %         |
| Metacritic         | 57/100          |
| Иноязычные издания |                 |
| Издание            | Оценка          |
| 1UP.com            | C-              |
| Famitsu            | 30 из 40        |
| Game Informer      | 7 из 10         |
| GameSpot           | 5,1 из 10       |
| GameSpy            | 2 из 5          |
| GameTrailers       | 5,5 из 10       |
| IGN                | 6,5 из 10       |
| RPGamer            | 2,0 из 5        |

Dawn of Mana удостоилась смешанных отзывов и не очень хороших оценок, так, агрегаторы рецензий Metacritic и GameRankings оба вывели ей рейтинг в 57 %. Обозреватели положительно охарактеризовали графику, музыку и дизайн персонажей, но при этом раскритиковали запутанное управление и неудобную камеру обзора. Многие были разочарованы сменой жанра, старые поклонники серии ожидали, что первое с 1995 года номерное продолжение сохранит традиции ранних игр, и в штыки восприняли решение разработчиков увести геймплей в сторону action-adventure. Портал IGN назвал игру «проходной», отметив плохо проработанную систему развития персонажа и приятную на глаз рендерную графику. Японский журнал Famitsu дал проекту 30 баллов из 40. По состоянию на 2 ноября 2008 года в Японии было продано 340 тысяч копий игры, продажи на территории Северной Америки оказались скромнее — 70 тысяч.